# Andrés Cepeda (cantante)
Andrés Cepeda Cediel (Bogotá, 7 de julio de 1973) es un cantante, compositor y actor colombiano. 

## Trayectoria musical
La historia musical de Andrés Cepeda se puede dividir en dos partes: antes y después de Poligamia (1989-1998), un grupo de rock bogotano que logró posicionar varios temas en la radio nacional que se convirtieron en clásicos como ‘Desvanecer’ y ‘Mi generación’. Con Poligamia se vivieron 8 años de grandes éxitos y 4 trabajos discográficos. Desde su primera producción en solitario “Sé morir” (1999), los reconocimientos han venido de la mano de cada uno de sus trabajos. En marzo de 2001 lanzó su segunda producción llamada “El Carpintero”. En 2002 publica lo que sería el primer DVD de un artista colombiano grabado en vivo, “Siempre queda una canción” realizado en el Teatro Colón de Bogotá y en 2003  “Canción Rota”, su tercer álbum sale al mercado.
En 1999, participó como actor en la telenovela El amor es más fuerte realizado por Caracol Televisión interpretando a Alex un baterista del grupo "Pablo y compañía" de la novela mencionada.
En 2005 presenta su trabajo “Para amarte mejor”, álbum que generó cinco canciones número uno en la radio colombiana, ‘Para Amarte Mejor’, ‘Voy a extrañarte’, ‘No tiene Sentido’, ‘Pronóstico’ y ‘Si Fueras mi Enemigo’. A dos meses de su lanzamiento recibe disco de oro por sus ventas en Colombia y América Latina. En 2007 lanza una reedición de “Para Amarte Mejor”, que publicó en Estados Unidos con Univisión incluyendo dos nuevas canciones del maestro Jorge Luis Piloto, “Pronóstico” y “Si fueras mi Enemigo”, temas que le dieron reconocimiento internacional y le valieron la nominación al Grammy Latino 2007, en la categoría Mejor Álbum Pop Masculino.
Siguió para el artista una gira de conciertos por toda Colombia, Canadá, Francia, España, Italia y Estados Unidos. En octubre de 2008 prepara un nuevo trabajo discográfico titulado ‘Día tras día’. El sencillo “Día tras día” al igual que “Besos usados” y “Enfermedad de ti” ascienden rápidamente en listados de Airplay llegando al número uno en todo el país. La reacción en ventas no se hace esperar y obtiene disco de oro y Platino. Día tras día’ en muy poco tiempo se convertiría en el mejor álbum de su carrera superando todas las expectativas. 3 nominaciones al Grammy Latino y múltiples reconocimientos en el mundo de habla hispana, en mayo de 2009 Viaja a Egipto y España, (Madrid, Barcelona y Valencia), donde presenta internacionalmente su quinto trabajo discográfico.
Premios y reconocimientos: En septiembre de 2009, es nominado en tres de las categorías más importantes de los Grammy Latinos 2009, “Canción Del Año”, “Álbum Del Año”, “Mejor Álbum Vocal Pop Masculino”. La revista Shock, lo nomina en tres categorías, ‘Álbum Del Año’, ‘Mejor Artista’ o Agrupación Nacional y ‘Mejor Artista o Agrupación Pop’. Cepeda se llevó los tres galardones. Lo propio hizo la radio española 40 Principales al nominarlo a ‘Mejor Artista Colombiano 2009, premio que recibió en Madrid, España.
También recibió el máximo reconocimiento en los Premios Nuestra Tierra de, cinco galardones por: Mejor Artista del año, Mejor Productor del año (Andrés Cepeda y Freddy Camelo por Día tras día), Mejor Interpretación pop del año “Día tras día”, Mejor Artista pop y Mejor canción del público “Día tras día”. En Colombia, inició su gira “Vivo en Directo”  la cual se convirtió en un éxito rotundo en varias ciudades de Colombia. Luego en octubre recibe dos nominaciones a los premios Shock en Colombia, como mejor DVD grabado en vivo por su producción “Vivo en Directo” y Artista Shock de la década. El 2011 consolidó su gira internacional. Durante el año sus conciertos con lleno total se vivieron en Venezuela, Ecuador, República Dominicana, Nueva York, Miami y Londres.

### 2012-2014:Lo mejor que hay en mi vida
En 2012, Andrés Cepeda lanza su séptimo álbum “Lo mejor que hay en mi vida” el cual alcanzó disco de oro y Platino, galardón que otorgó FM Entretenimiento y que fue entregado por Ricardo Montaner, su amigo y compañero en el programa número uno en audiencia ‘La Voz Colombia’ y en el cual Andrés se estrenó como jurado y preparador vocal.
En septiembre de 2012 inició la gira nacional “Lo mejor que hay en mi vida” con lleno total en todas las ciudades; este tour se extendió a territorio internacional incluyendo a Estados Unidos, Latinoamérica y Europa. Esta producción ha traído grandes satisfacciones para el artista y su público.

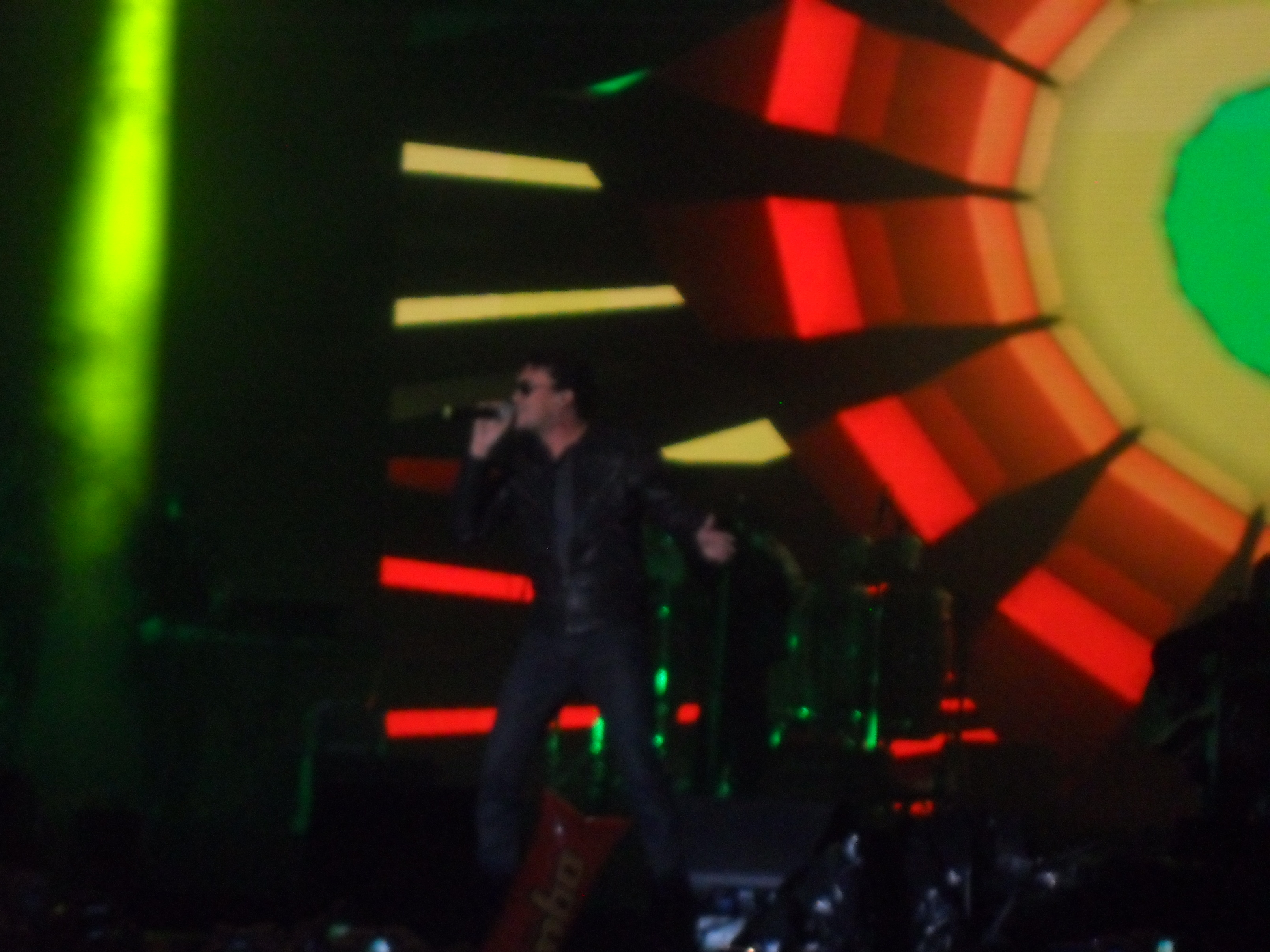
Andrés Cepeda en Bogotá en 2013.

El 2013 sin duda alguna fue un gran año para los premios, pues recibió un Latin Grammy como Mejor Álbum Vocal Pop y 4 nominaciones por “Lo mejor que hay en mi vida”; Tres Premios Nuestra Tierra, Mejor Álbum del Año por ‘Lo mejor que hay en mi vida’, ‘Mejor Artista Pop’ y ‘Mejor Interpretación Pop por ‘Lo mejor que hay en mi vida’, además durante el mes de septiembre recibió disco de platino por “Banda Sonora”, disco de platino por “Lo mejor que hay en mi vida”, y adicionalmente un premio por mayores descargas digitales.
El 2014 Andrés Cepeda lo inició con su primer concierto en el país Azteca, presentándose en Álamos- México en la edición número 30 del Festival Cultural Alfonso Ortiz Tirado, el cual obtuvo una participación de 3.000 personas en el escenario llamado “Callejón del Templo”. Continuó en Buenos Aires -Argentina donde estuvo como invitado de Ricardo Montaner en su gira Viajero Frecuente, y ha estado presente en Ecuador, República Dominicana y varias ciudades de Colombia en su gira 360 grados sinfónicos junto a Santiago Cruz y Juan Fernando Velasco. Además se encuentra recorriendo su país en ciudades como Bogotá, Cali, Medellín, Cartagena, Bucaramanga y Barranquilla con la Gira Inesperada de Bancolombia.
Este mismo año el artista decide lanza “Basado en una historia real” que cuenta con dos CD y un DVD en un estuche conmemorativo con dos vinilos que recoge veinte de sus canciones.
Sé morir, El carpintero, Siempre queda una canción, Canción rota, Para amarte mejor, Día tras día y Lo mejor que hay en mi vida, sirvieron de inspiración para presentar el resumen de muchos años de trabajo plasmado en el sello independiente colombiano FM Discos.

### 2015-2018:Mil ciudades
En 2015 fue publicado "Desesperado", canción compuesta por el artista puertorriqueño Tommy Torres, el primer sencillo de su más álbum "Mil Ciudades".El álbum cuenta con las colaboraciones de Kany García y Ricardo Montaner, tanto "Desesperado" como "Por el resto de mi vida" tuvieron buen rendimiento comercial en Colombia.
En 2017 en compañía de Fonseca presenta una versión reggae de una canción de su álbum Mil ciudades: Mejor que a ti me va.
En 2018 lanza el sencillo "Te voy a amar" en colaboración con Cali y El Dandee, con un video lanzado el 16 de marzo de ese año. Este mismo año presenta el espectáculo teatral Cepeda en tablas, en el que además de interpretar sus principales canciones, narra las historias que lo inspiraron. En él comparte escenario con los actores Yuri Vargas y John Alex Toro.
Andrés Cepeda goza de extraordinarios seguidores, muchos que lo acompañan desde sus inicios con Poligamia.  Ha hecho conciertos en múltiples países y ha vendido más de 15 millones de copias de sus discos.

## Canciones Populares
- Día tras Día
- Lo mejor que hay en mi vida
- Un Ratito

### Con Poligamia
- 1993 - Una canción
- 1995 - Vueltas y vueltas
- 1996 - Promotal 500mg
- 1998 - Buenas gracias, muchas noches

### Como solista

#### Álbumes de estudio
- 1999: Sé Morir
- 2001: El Carpintero
- 2003: Canción Rota
- 2005: Para Amarte Mejor
- 2009: Día Tras Día
- 2012: Lo Mejor Que Hay En Mi Vida
- 2015: Mil ciudades
- 2020: Trece
- 2021: Me estás haciendo falta
- 2023: Décimo cuarto
- 2025: Bogotá

#### Álbumes recopilatorios y en vivo
- 2002: En vivo / Siempre queda una canción
- 2010: Vivo en directo (DVD + CD)[1]
- 2011: Banda Sonora (CD + DVD)
- 2014: Vivo en directo Dos - Jazz a mi manera (DVD)
- 2014: Andrés Cepeda: Basado en una historia real (CD + DVD)
- 2018: Big Band
- 2021: Sal de la Tierra (Live)
- 2022: Guitarra y Voz desde el Teatro Colón

#### EP
- 2020: Compadres (en colaboración junto a Fonseca)

| País     | Lista          | Posición | Ventas | Certificación |
| -------- | -------------- | -------- | ------ | ------------- |
| Colombia | Top 25 Álbumes | 6        | 9000   | Platino       |

## Colaboraciones
- Tengo (feat. Pavel Núñez)
- Desvanecer (feat. Elsa Riveros)
- Día tras día (feat. Jorge Celedon)
- Donde ya no te tengo (feat.  Rosana)
- Dos gardenias (feat. Monsieur Periné)
- Quisiera que pudieras (feat. Guaco)
- Desvanecer (feat. Carolina Sabino)
- La cima del Cielo (feat. Ricardo Montaner)
- El amor y el dolor (feat. Patricia del Valle)
- Son tan Buenos los Recuerdos (feat. Sanluis)
- Mejor que a ti me va (feat. Fonseca)
- Te voy a amar (feat. Cali y El Dandee)
- Mary es mi amor (feat. Leo Dan)
- Magia (feat. Sebastián Yatra)
- Amor verdadero (feat. Fanny Lu)
- Déjame ir (feat. Morat)
- Infinito (feat. Jesse & Joy)
- La promesa (feat. Fonseca)
- Mil Maneras de Morir (feat. Monsieur Periné)
- Si Te Vas (feat. Alejandro Santamaría)
- Lo Que Se Va (feat. Ximena Sariñana)
- Si Todo Se Acaba (feat. Joss Favela)
- Mi pesadilla (feat. Morat)
- Tu Despertador (feat. Reik)
- Cariñito (feat. Los Ángeles Azules)

## Filmografía
Andrés Cepeda ha sido el único entrenador que ha estado en todas las temporadas de La Voz Colombia en todas sus versiones (La Voz Colombia, La Voz Kids, La Voz Teens y La Voz Senior).
- 2012: La Voz Colombia - entrenador
- 2013: La Voz Colombia - entrenador
- 2014: La Voz Kids Colombia
- 2015: La Voz Kids Colombia - entrenador
- 2016: La Voz Teens - entrenador
- 2018: a Voz Kids Colombia - entrenador
- 2019: La Voz Kids Colombia - juez
- 2021: La Voz Kids Colombia - entrenador
- 2021: La Voz Senior Colombia - entrenador[3]
- 2022: La Voz Kids Colombia - entrenador[4]
- 2022: La Voz Senior Colombia - entrenador[5]
- 2024: La Voz Kids Colombia - entrenador[6]

## Premios y nominaciones

### Premios Grammy Latinos
Los premios Grammy Latinos son otorgados anualmente por la Academia Latina de Artes y Ciencias de la Grabación en los Estados Unidos. Andrés Cepeda obtuvo trece nominaciones y ganó dos Grammy Latino en la categoría de mejor álbum vocal pop Tradicional por "Lo mejor que hay en mi vida" en 2013 y en la categoría Mejor álbum Tropical tradicional en el 2019.
| Año  | Obra Nominada               | Premio                            | Resultado |
| ---- | --------------------------- | --------------------------------- | --------- |
| 2007 | Para Amarte Mejor           | Mejor álbum Pop Masculino         | Nominado  |
| 2009 | Día tras día                | Canción del año                   | Nominado  |
| 2009 | Día tras día                | Álbum del año                     | Nominado  |
| 2009 | Día tras día                | Mejor álbum Pop Masculino         | Nominado  |
| 2013 | Lo mejor que hay en mi vida | Canción del Año                   | Nominado  |
| 2013 | Lo mejor que hay en mi vida | Álbum del año                     | Nominado  |
| 2013 | Lo mejor que hay en mi vida | Grabación del año                 | Nominado  |
| 2013 | Lo mejor que hay en mi vida | Mejor álbum Pop Tradicional       | Ganador   |
| 2016 | Mil Ciudades                | Álbum del año                     | Nominado  |
| 2016 | Mil Ciudades                | Mejor álbum Pop Tradicional       | Nominado  |
| 2019 | Big Band                    | Mejor álbum Tropical Tradicional  | Ganador   |
| 2019 | Vivir es Complicado         | Mejor canción tropical            | Nominado  |
| 2020 | Compadres (Con Fonseca)     | Mejor álbum vocal pop tradicional | Ganador   |

### Premios Nuestra Tierra
| Año  | Trabajo nominado                                        | Categoría                     | Resultado |
| ---- | ------------------------------------------------------- | ----------------------------- | --------- |
| 2007 | Para Amarte Mejor                                       | Canción pop del Año           | Nominado  |
| 2007 | Andrés Cepeda                                           | Artista pop del Año           | Nominado  |
| 2007 | Se Morir                                                | Mejor banda de Película       | Nominado  |
| 2010 | Andrés Cepeda                                           | Artista del año               | Ganador   |
| 2010 | Dia Tras Dia                                            | Canción del Año               | Nominado  |
| 2010 | Andrés Cepeda                                           | Mejor productor del año       | Nominado  |
| 2010 | Dia Tras Dia                                            | Mejor vídeo del Año           | Nominado  |
| 2010 | Dia Tras Dia                                            | Canción Pop del año           | Ganador   |
| 2010 | Andrés Cepeda                                           | Artista pop del Año           | Ganador   |
| 2010 | Andrés Cepeda                                           | Artista favorito del público  | Nominado  |
| 2010 | Dia Tras Dia                                            | Canción favorita del público  | Ganador   |
| 2010 | www. Andrescepeda.com.co                                | Mejor página web              | Nominado  |
| 2011 | Besos Usados                                            | Canción pop del Año           | Nominado  |
| 2011 | @AndresCepeda1                                          | Twittero del Año              | Ganador   |
| 2013 | Lo Mejor que Hay en mi Vida                             | Canción del Año               | Nominado  |
| 2013 | Lo Mejor que Hay en mi Vida                             | Álbum del año                 | Ganador   |
| 2013 | Lo Mejor que Hay en mi Vida                             | Mejor vídeo del Año           | Nominado  |
| 2013 | Lo Mejor que Hay en mi Vida                             | Canción Pop del año           | Ganador   |
| 2013 | Andrés Cepeda                                           | Artista pop del Año           | Ganador   |
| 2013 | Andrés Cepeda                                           | Artista favorito del público  | Nominado  |
| 2013 | Dia Tras Dia                                            | Canción favorita del público  | Nominado  |
| 2014 | Esto no se Llama Amor                                   | Canción Pop del año           | Ganador   |
| 2014 | Andrés Cepeda                                           | Artista pop del Año           | Ganador   |
| 2014 | Andrés Cepeda                                           | Artista favorito del público  | Nominado  |
| 2014 | www. Andrescepeda.com.co                                | Mejor página web              | Nominado  |
| 2014 | Andrés Cepeda                                           | Twittero del Año              | Nominado  |
| 2020 | Déjame Ir (feat. Morat)                                 | Canción pop del Año           | Nominado  |
| 2020 | Andrés Cepeda                                           | Artista pop del Año           | Nominado  |
| 2021 | El equivocado                                           | Canción del Año               | Nominado  |
| 2021 | Compadres (con Fonseca)                                 | Álbum del año                 | Nominado  |
| 2021 | Te Voy Amar (feat. Cali y El Dandee)                    | Canción Pop del año           | Nominado  |
| 2021 | El Equivocado                                           | Canción Pop del año           | Nominado  |
| 2021 | Andrés Cepeda                                           | Artista pop del Año           | Nominado  |
| 2021 | Serenata (feat. Fonseca)                                | Canción Vallenata del año     | Nominado  |
| 2021 | No me busquen Corazón (feat. Cholo Valderrama, Fonseca) | Canción folclórica del año    | Nominado  |
| 2021 | Andres Cepeda                                           | Mejor gira de concierto       | Nominado  |
| 2022 | Andrés Cepeda                                           | Artista pop del Año           | Nominado  |
| 2022 | Compadres (con Fonseca)                                 | Mejor gira de concierto       | Nominado  |
| 2022 | Andrés Cepeda                                           | Artista favorito del público  | Nominado  |
| 2023 | Tu Despertador (feat. Reik)                             | Canción Pop del año           | Nominado  |
| 2023 | Andrés Cepeda                                           | Artista pop del Año           | Nominado  |
| 2023 | Me Importas Tour                                        | Mejor gira de concierto       | Nominado  |
| 2024 | Andrés Cepeda                                           | Artista del año               | Nominado  |
| 2024 | En Otra Vida                                            | Canción del Año               | Nominado  |
| 2024 | Décimo Cuarto                                           | Álbum del año                 | Nominado  |
| 2024 | En Otra Vida                                            | Canción Pop del año           | Nominado  |
| 2024 | Noche Primavera (feat. Manú, Beéle)                     | Canción Pop del año           | Nominado  |
| 2024 | Conquistar el Planeta (feat. Timo)                      | Canción Pop del año           | Nominado  |
| 2024 | Andrés Cepeda                                           | Artista pop masculino del Año | Ganador   |
| 2024 | La Ruta Púrpura (Movistar Arena)                        | Mejor concierto del año       | Nominado  |
| 2024 | En Otra Vida                                            | Mejor video del año           | Nominado  |

### Otros reconocimientos
- 2005 - Disco de Oro por “Para amarte mejor”
- 2008 - Disco de Oro y Platino por “Día tras día”
- 2009 - premio 40 principales al mejor cantante de Colombia
- 2009 – Premio Shock por “Álbum Del Año”
- 2009 – Premio Shock por “Mejor Artista o Agrupación Nacional”
- 2009 – Premio Shock por “Mejor Artista o Agrupación Pop”
- 2012 - Disco de Oro y Platino por “Lo mejor que hay en mi vida”
- 2013 - Disco de platino por "Banda Sonora"
- 2013 - Disco de platino por "Lo mejor que hay en mi vida"
- 2013 - Premio por mayores descargas digitales
- Premio TVyNovelas 2014 Jurado Favorito de Concurso o Reality